# Mark Hamilton
Ne pas confondre avec Marc Hamilton.
Mark Alan Hamilton (né le 29 juillet 1984 à Baltimore, Maryland, États-Unis) est un joueur de premier but des Ligues majeures de baseball. Il est présentement agent libre.

## Carrière
Après des études secondaires à l'Episcopal High School de Houston (Texas), Mark Hamilton suit des études supérieures à l'Université Tulane où il porte les couleurs de Tulane Green Wave de 2004 à 2006. Avec 20 coups de circuit et une moyenne au bâton de 0,461, il est désigné meilleur joueur de l'année en 2006 en Conference USA et est cité comme joueur de premier but par Baseball America dans l'équipe première All-American.
Il est drafté le 6 juin 2006 par les Cardinals de Saint-Louis au deuxième tour de sélection et perçoit un bonus de 465 000 dollars à la signature de son premier contrat professionnel le 13 juin 2006. 
Hamilton passe quatre saisons en Ligues mineures avant d'effectuer ses débuts en Ligue majeure le 20 septembre 2010. Il obtient son premier coup sûr au plus haut niveau le 29 septembre aux dépens du lanceur James McDonald des Pirates de Pittsburgh. 
Après neuf parties jouées avec Saint-Louis en 2010, il revient dans les majeures pour 38 matchs avec les Cardinals en 2011 et obtient quatre points produits. Il joue en ligues mineures en 2012 et est libéré par les Cardinals le 17 août.

## Statistiques
| Saison | Équipe      | G | AB | R | H | 2B | 3B | HR | RBI | SB | BA   |
| ------ | ----------- | - | -- | - | - | -- | -- | -- | --- | -- | ---- |
| 2010   | Saint-Louis | 9 | 14 | 0 | 2 | 0  | 0  | 0  | 0   | 0  | .143 |
| Totaux | Totaux      | 9 | 14 | 0 | 2 | 0  | 0  | 0  | 0   | 0  | .143 |

Note : G = Matches joués ; AB = Passages au bâton; R = Points ; H = Coups sûrs ; 2B = Doubles ; 3B = Triples ; 
HR = Coup de circuit ; RBI = Points produits ; SB = Buts volés ; BA = Moyenne au bâton.